# غلي قلوي
الغلي القلوي أو التنظيف بالدعك هي عملية لإزالة كل الشوائب غیر السلیولوزیة في الألیاف السليولوزية.
وهي عملیة تحضيرية للقصر والصباغة وخصوصًا للألياف القطنية من أجل إزالة الجدار الأولي.
تحتوي الألیاف الطبیعیة على الزیوت والشحوم والشموع والمعادن والمواد النباتیة والرماد. وتحتوي الألیاف الاصطناعیة على مواد الإنهاء المضافة أثناء الغزل، وعلى الزيت المضاف أثناء لف العبوات، وزیوت التزلیق أثناء الحیاكة. يضاف إليها الأوساخ الشحمية من المِنسج
الجدول يبين تركیز ألیاف القطن، والنسب المكونة لجدار الألیاف القطنية في الجدار الأولي.
| المكونات             | النسبة المئوية في الكتلة الجافة | النسبة المئوية في الكتلة الجافة |
| -------------------- | ------------------------------- | ------------------------------- |
|                      | في كل الليف                     | في الجدار الأولي                |
| سليولوز              | 94.0                            | 54                              |
| بروتين               | 1.3                             | 14                              |
| بكتين                | 1.2                             | 9                               |
| شمع                  | 0.6                             | 8                               |
| شوائب غير عضوية      | 1.2                             | 3                               |
| شوائب منحلة في الماء | 1.7                             | 12                              |

من الجدول يتضح أن هذه العملیة تؤدي إلى نقصان في كتلة الألیاف تصل إلى %10، وتحسین قابلیة التبلل والامتصاصیة.
إذن في عملية التنظيف يجب:
- تحويل الشحوم والشموع إلى صابون.
- تحلل المادة البكتینیة والبروتينات.
- إزالة المعقدات المعدنیة مثل شوارد الحديد والنحاس والمغنيسيوم والكالسيوم من أجل تجنب تفاعلها مع الصابون.
- تجنب تشكل أوكسید السلیولوز والضرر الناتج عنه.
- زیادة قدرة المادة على الامتصاص.
- تحسین درجة البیاض وإنقاص محتوى القماش من قشور البذور.
- منع تشكل الطیات أثناء انتفاخ الألياف.

## طريقة الغلي القلوي
یحتوي حوض التنظیف على الصودا الكاویة بتركیز 20-80 غ/ل. وهذا التفاوت في التركیز يتبع لدرجة الحرارة وزمن المعالجة. وإضافة مادة مرجعة تعمل عمل مادة القصر فنحصل على بیاض مقبول لبعض عملیات الصباغة. ونضيف أيضًا فاعل بالسطح أنيوني ذو قدرة تبلیل وتنظیف جیدة. إضافة إلى عامل احتجاز للكاتيونات المعدنیة.